# Dawit Torosjan
Dawit Waranzi Torosjan (armenisch Դավիթ Վարանցի Թորոսյան, russisch Давид Варанцович Торосян Dawid Waranzowitsch Torossjan; * 23. September 1950 in Jerewan, Armenische SSR) ist ein ehemaliger sowjetischer Boxer.
Torosjan war Bronzemedaillengewinner der Weltmeisterschaften 1974 in Havanna. Im Halbfinale unterlag er dem Kubaner Luis Jorge Romero. Ähnlich erging es ihm auch bei den Olympischen Spielen 1976 in Montreal.  Hier schlug er zunächst Hassen Sheriff, Äthiopien (w.o.), Giovanni Camputaro, Italien (RSC 2.), und Ung Jo Jong, Nordkorea (5:0), bevor er im Halbfinale durch Disqualifikation in der zweiten Runde gegen Ramón Duvalón, Kuba, ausschied.
Nach seiner Boxkarriere wurde Torosjan Trainer in Armenien. Später emigrierte er in die USA und eröffnete ein Fitnessstudio in Glendale. Hier trainierte er u. a. den Olympiateilnehmer Vanes Martirosyan.